# The Candlelight Years
The Candlelight Years è un cofanetto contenente i primi tre album degli Opeth, pubblicati per la Candlelight Records.

## Contenuto

### Disco 1
- Contiene Orchid

### Disco 2
- Contiene Morningrise

### Disco 3
- Contiene My Arms, Your Hearse

## Formazione Morningrise e Orchid
- Mikael Åkerfeldt - Chitarra, Voce
- Peter Lindgren - Chitarra
- Johan DeFarfalla - Basso
- Anders Nordin - Batteria, Tastiere

## Formazione My Arms, Your Hearse
- Mikael Åkerfeldt - Chitarra, Voce, basso
- Peter Lindgren - Chitarra
- Martin Lopez - Batteria

### Musicisti di supporto
- Fredrik Nordström - organo Hammond  in Epilogue (My Arms, Your Hearse).